# Asamblea Socialdemócrata Bielorrusa
La Asamblea Socialdemócrata Bielorrusa (en bielorruso: Беларуская сацыял-дэмакратычная Грамада, romanizado: Bielaruskaja sacyjal-demakratyčnaja Hramada) conocido simplemente como "Hramada" o "La Asamblea" es un partido político de oposición socialdemócrata bielorruso, actualmente ilegalizado. El líder del partido desde octubre de 2018 es el empresario Siarhei Charachen.

## Historia
La Asamblea Socialdemócrata de Bielorrusia fue fundada en 1991, con Mikhail Tkachow como primer presidente. Al año siguiente, Aleh Trusau asumió como nuevo líder. En 1995, obtuvo dos escaños en la Cámara de Representantes de Bielorrusia, su mejor resultado parlamentario hasta hoy. En 1996 se fusionó con el Partido Socialdemócrata del Acuerdo Popular, formando el Partido Socialdemócrata de Bielorrusia.
En 1998 el partido se refundó bajo el liderazgo de Stanislav Shushkévich, quien presidió la formación hasta 2018.  Shushkévich tenía la distinción de haber sido el primer jefe de Estado de la Bielorrusia independiente entre 1991 y 1994. Después de perder las elecciones presidenciales de 1994, no participó en política nuevamente hasta que ayudó a refundar el partido en 1998. En 2004 no se le permitió registrarse como candidato y, por lo tanto, en las elecciones presidenciales de 2010 fue partidario del candidato Andréi Sannikov.
En 2018 Siarhei Charachen fue elegido como nuevo presidente del partido, y en 2020 fue su candidato presidencial.
El 15 de agosto de 2023, la Corte Suprema de Bielorrusia prohibió la Asamblea Socialdemócrata Bielorrusa.